# Françoise Decaux-Thomelet
Françoise Decaux-Thomelet est une réalisatrice française née à Paris en 1945.

## Biographie
Passée par le café-théâtre, Françoise Decaux-Thomelet a réalisé des courts métrages et plusieurs épisodes de séries télévisées. Son unique long métrage pour le cinéma, Du côté des filles, interprété notamment par Clémentine Célarié et Édith Scob, est sorti en 2001.
Elle a enseigné pendant près de 40 ans au département théâtre de l’université Paris 8. Metteuse en scène, elle a créé à Sète, en 2013, l'association Les Acteurs du réel.

## Filmographie

### Cinéma

#### Courts métrages
- 1987 : Les Rances
- 1988 : La Salle des pas perdus
- 1990 : La Grosse

#### Long métrage
- 2001 : Du côté des filles

### Télévision
- 1996 : Enceinte ou lesbienne ? (épisode de L'amour est à réinventer, dix histoires d'amours au temps du sida)[5]
- 1996 : Tango, mambo et cha-cha-cha (épisode de la série L'histoire du samedi)
- 1996 : La Taupe (épisode de la série L'histoire du samedi)
- 1998 : Le Feu sous la glace (épisode de la série L'histoire du samedi)

## Publication
- Sortie de rails, Sète, Éditions Plume-de-Soi, 2017